# Framingham
Framingham è un comune degli Stati Uniti d'America facente parte della contea di Middlesex nello stato del Massachusetts.

## Storia
L'area è stata popolata a partire dal 1650. La città è stata fondata nel 1700 in una località conosciuta fino ad allora col il nome di Danforth's Farms, dal nome del proprietario Thomas Danforth, originario di Framlingham, in Inghilterra, da cui per corruzione trae origine il nome attuale.
Il nome di Framingham è noto in campo scientifico per il Framingham Heart Study, il primo importante studio epidemiologico per coorte inteso a valutare il rischio delle patologie cardiovascolari.

## Amministrazione

### Gemellaggi
- Lomonosov
- Governador Valadares